# Église Saint-Ambroix de Douadic
Pour les articles homonymes, voir Église Saint-Ambroix et Saint Ambroix.
L'église Saint-Ambroix de Douadic est une église catholique française. Elle est située sur le territoire de la commune de Douadic, dans le département de l'Indre, en région Centre-Val de Loire.

## Situation
L'église se trouve dans la commune de Douadic, à l'ouest du département de l'Indre, en région Centre-Val de Loire. Elle est située dans la région naturelle de la Brenne. L'église dépend de l'archidiocèse de Bourges, du doyenné du Val de Creuse et de la paroisse du Blanc.

## Histoire
L'église fut construite au XIIe siècle. L'édifice est classé au titre des monuments historiques, le 22 septembre 1914.

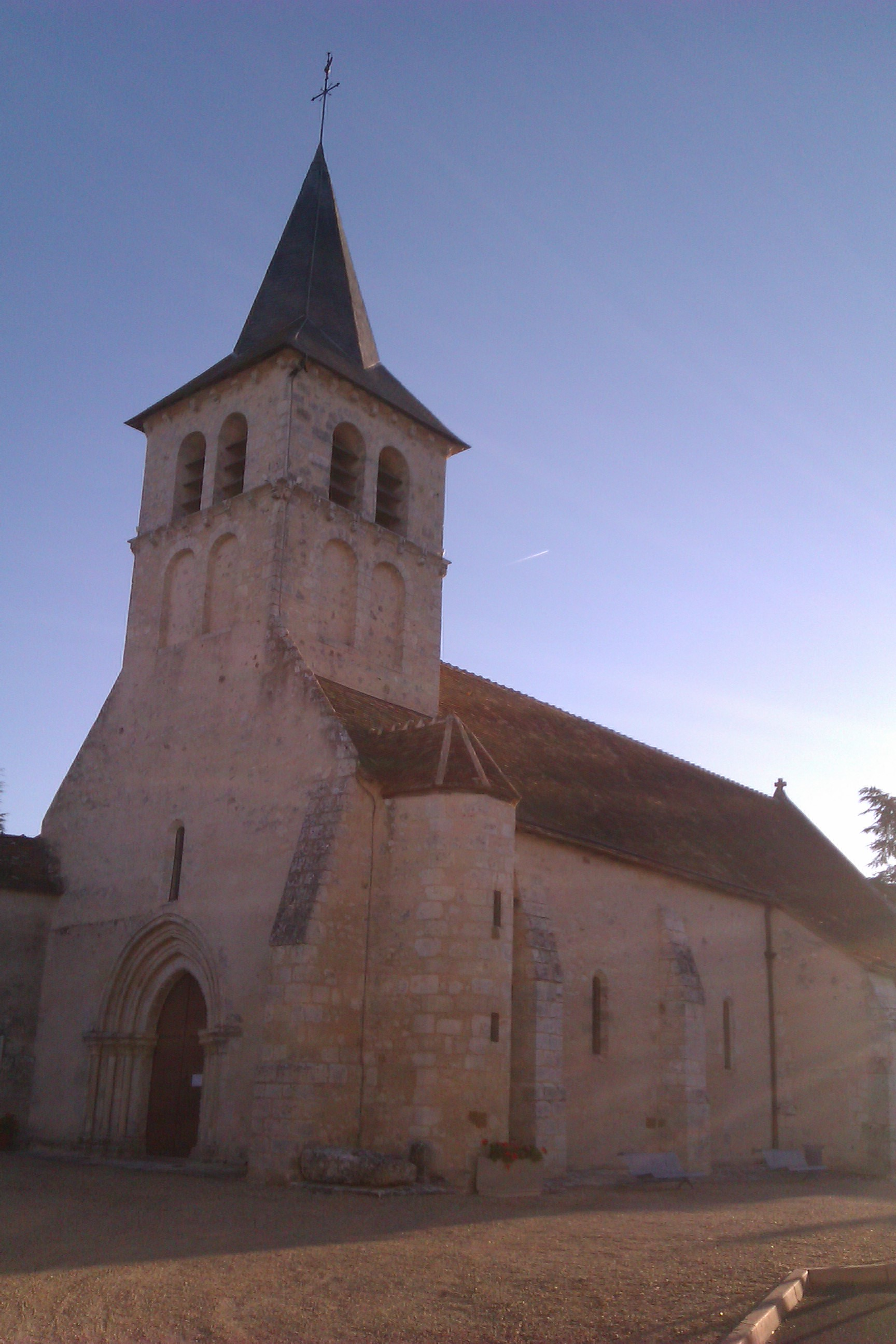
L'entrée de l'église, en 2012.